# Ziri ibn Manad
Ziri ibn Manad (in arabo زيري بن مناد الحميري الصنهاجي‎?; ... – 971) è stato un comandante militare berbero, e fondatore della dinastia berbera Ziridi nel Maghreb.

## Biografia
Ziri ibn Manad è stato il capo di una tribù berbera di nome Sanhaja. Secondo le fonti dello storico Ibn Khaldun ha vissuto in Ashir, una piccola città fondata nel sud di Algeri. Egli è il padre di Zawi ibn Ziri, che fondò il regno di Granada in al-Andalus.
In alleanza con i Fatimidi, sedò la ribellione di Abu Yazid tra il 943 e il 947. Fu premiato con il governatorato delle province occidentali, una zona che corrisponde al Maghreb centrale.
Ziri ibn Manad e suo figlio Buluggin ibn Ziri fondarono le città di Algeri, Miliana e Médéa e ricostruirono tutti i villaggi distrutti durante la ribellione.
Ziri ibn Manad fu ucciso in battaglia contro le tribù ribelli berberi in Marocco. Il suo successore fu il figlio Buluggin ibn Ziri, che nel 972 divenne il governatore dell'Ifriqiya, quando i Fatimidi spostarono le loro truppe in Egitto.